# Hiro H4H
Hiro H4H (яп. 九一式飛行艇, летающая лодка морская Тип 91) — серийная двухмоторная летающая лодка Имперского флота Японии 1930-х годов.

## История создания
Потерпев неудачу со своей летающей лодкой Н3Н в конкурсе с фирмой Kawanishi, в котором победил самолёт Kawanishi H3K, 11-й Арсенал флота в Хиро в своем новом проекте учёл допущенные ошибки. Новый самолёт, который был продолжением проекта Н3Н, но гораздо меньших размеров, разрабатывал коллектив конструкторов под руководством Дзюна Окамури.
Первый прототип был построен в 1931 году. Он получил название «Летающая лодка морская Тип 91 Модель 1» (или H4H1). По результатам испытаний было построено ещё 2 самолёта, которые начали эксплуатировать в 1933 году. На этих самолётах испытывали различные двигатели, типы оперения и винтов.
Первые самолёты были оснащены рядными поршневыми двигателями внутреннего сгорания Hiro 91-1 мощностью 500 л. с. каждый. После испытаний их заменили радиальными двигателями Myojo мощностью 800 л. с. каждый. Этот вариант получил название «Летающая морская лодка Тип 91 Модель 2» (или H4H2). Кроме двигателей, в этом варианте было изменено вертикальное оперение.
H4H1 был цельнометаллическим монопланом, с металлическим крылом, обшитым дюралем. На самолёте применялась передовая автоматизация, в частности двойные закрылки Юнкерса. Однако мореходные качества самолёта были неудовлетворительными. Даже небольшое волнение на море создавало большие трудности, а взлёт и посадка в открытом море, вне пределов защищённых бухт, представлял смертельную опасность. Однако флот, не имея альтернативы (бипланы Hiro H1H, Hiro H2H и Kawanishi H3K уже не могли считаться современными, а разработка нового лодки Kawanishi H6K, шла медленно), заказал производство H4H. Всего было произведено 47 самолётов обеих модификаций.

## Модификации
- H4H1 (Летающая лодка Тип 91 Модель 1) — вариант с двигателями Hiro 91-1 (500 л. с.)
- H4H2 (Летающая лодка Тип 91 Модель 2) — вариант с двигателями Myojo (800 л. с.)

## История использования
Самолёты H4H начали нести службу с 1933 года. Они приняли активное участие в японо-китайской войне, осуществляя патрулирование китайского побережья, и использовались как транспортные самолёты дальнего действия, неоднократно пересекая Восточно-Китайское море. Стычек с китайскими самолётами и боевых потерь не было, однако формально H4H были первыми летающими лодками, участвовали в боевых действиях.
До начала Второй мировой войны H4H были выведены из боевых частей. Несмотря на короткий срок службы, эти самолёты сыграли большую роль в развитии японской гидроавиации.

## Тактико-технические характеристики

### Технические характеристики
- Экипаж: 6-8 человек
- Длина: 16,57 м
- Высота: 6,22 м
- Размах крыльев: 23,46 м
- Площадь крыльев: 82,70 м²
- Масса пустого: 4 663 кг
- Масса снаряжённого: 7 500 кг
- Двигатели: 2 х Myojo
- Мощность: 2 х 800 л. с.

### Лётные характеристики
- Максимальная скорость: 233 км/ч
- Крейсерская скорость: 158 км/ч
- Практический потолок: 3 620 м

### Вооружение
- Пулемётное: 3×7,7 мм пулемёта
- Бомбовая нагрузка: 2х250-кг бомбы

## Эксплуатанты
Япония
- ВВС Императорского флота Японии